# Heinrich August (Hohenlohe-Ingelfingen)
Heinrich August Graf zu Hohenlohe-Ingelfingen, seit 1781 Fürst zu Hohenlohe-Ingelfingen (*  10. Juli 1715 auf Schloss Hermersberg bei Niedernhall; † 13. Februar 1796 in Ingelfingen) war Senior des Hauses Hohenlohe und Administrator der Lehnsherrlichkeiten sowie Graf zu Gleichen, Herr zu Langenburg und Cranichenburg. Er war Direktor des Reichsgräflichen-Frankischen Kollegiums, General-Feldmarschall und Feldzeugmeister des Fränkischen Reichskreises und Chef des Fränkischen Kreis-Infanterieregiments No. 2.

## Leben

### Herkunft
Seine Eltern waren Christian Kraft zu Hohenlohe-Ingelfingen (1668–1743) und dessen Ehefrau Maria Katharina von Hohenlohe-Pfedelbach (1680–1761). Der Großvater väterlicherseits war Graf Heinrich Friedrich zu Hohenlohe-Langenburg.

### Karriere
Heinrich August wurde von Hauslehrern ausgebildet und kam dann einige Jahre nach Genf, um seine Ausbildung zu vollenden. Während seiner Kavalierstour besuchte er verschiedene Höfe. Er trat dann in sächsische Kriegsdienste, wechselte aber bald ins Fränkische. Dort stieg er zum Feldzeugmeister und zum kommandierenden General auf. Für das Reich wurde er zum Feldmarschall ernannt. Er nahm dann 1740 am Feldzug am Rhein teil. Mit dem Tod seines Vaters wurde er mit seinen Brüdern (mit-)regierender Graf von Hohenlohe. Im Siebenjährigen Krieg gehörte er zur Reichsarmee. Bei der Niederlage der Sachsen in Pirna wurde er als Kommandant von Leipzig eingeschlossen. Dort musste er vor den Preußen kapitulieren. Danach wurde er mit seiner Familie in Magdeburg interniert. Sogar eine Tochter wurde dort geboren. Nach dem Frieden von Hubertusburg kehrte er nach Ingelfingen zurück. Für seine Treue wurde er vom Kaiser Franz I. 1764 mit seinen Brüdern in den Reichsfürstenstand erhoben. Da die Brüder ohne Erben starben, wurde er 1781 der Alleinerbe des Landes. Er führte nun die Primogenitur in der Familie ein. Von 1781 bis 1796 war er auch Senior des Gesamthauses Hohenlohe. Mit dem Seniorat verbunden war die Würde, beim Antritt eines neuen Kaisers jeweils für das gesamte Haus Hohenlohe die Reichslehen bestätigt zu bekommen.

### Familie
Er heiratete im Jahr 1743 Wilhelmine Eleonora von Hohenlohe-Oehringen (* 20. Februar 1717; † 30. Juli 1794). Das Paar hatte folgende Kinder:
- Friedrich Ludwig (* 31. Januar 1746; † 15. Februar 1818), preußischer Generalleutnant ⚭ Amalie Luise Marianne von Hoym zu Droyssig (* 6. Oktober 1763; † 20. April 1840)
- Sophie Friederike (* 11. Mai 1747; † 21. Dezember 1762)
- Caroline Henriette Albertine (* 11. September 1748; † 6. November 1762)
- Luise Charlotte Amalie (* 20. Juni 1750; † 18. August 1754)
- Friedrich Karl Wilhelm (* 26. Februar 1752; † 16. Juni 1815), K.u.K. Feldmarschall-Leutnant
- Christian Friedrich August (* 17. März 1755; † 11. April 1761)
- Georg Friedrich Heinrich (* 10. November 1757; † 11. Dezember 1803), preußischer Generalmajor ⚭ Julie Polyxene von Klüchtzner (* 7. September 1776; † 30. April 1807)
- Sophie Christiane Luise (* 10. Oktober 1762; † 29. April 1831)